# 1000 km di Sandown Park
La 1000 km di Sandown Park è stata una corsa automobilistica di velocità in circuito.

## Albo d'oro
| Anno | Nome                    | Piloti                           | Vettura | Resoconto |
| ---- | ----------------------- | -------------------------------- | ------- | --------- |
| 1984 | 1000 km di Sandown Park | Stefan Bellof Derek Bell         | Porsche | Resoconto |
| 1988 | 360 km di Sandown Park  | Jean-Louis Schlesser Jochen Mass | Sauber  | Resoconto |